# GIAT LG1
El cañón ligero de artillería GIAT LG1 es un moderno obús remolcable de calibre 105 mm/L30, diseñado y producido por la empresa francesa de armamentos GIAT Industries (ahora Nexter group) de Francia.

## Diseño
El obús LG1 es una pieza de calibre 105 mm, estándar de la OTAN; destacable debido a su bajo peso, y a alto nivel de acierto a larga distancia. Destaca su construcción en materiales ligeros, los que reducen su peso de combate, y lo que le da a su construcción una relativamente corta vida útil de su caña, defecto por el que está siendo retirado del uso activo en otros países. La carga equivalente total (EFC, por sus siglas en inglés); consta de aproximadamente 7,500 kilogramos; pero, durante su modo de disparo de práctica, ha llegado a pesar solamente 1,500 EFC's. El obús fue específicamente diseñado para su uso en despliegues rápidos con fuerzas de asalto relámpago. Sus atributos más destacables son su rigidez, facilidad en su operación y su peso reducido. Puede disparar toda la munición de calibre 105 mm estándar de la OTAN hasta un alcance efectivo de 19,5 km usando las municiones HE-ER G2 o las estadounidense M913.

## Despliegue y uso
El obús se puede encontrar en el servicio de los ejércitos del Componente terrestre Belga, las Fuerzas Canadienses, el Ejército nacional colombiano, el Ejército nacional de Indonesia, el de Singapur y en el Real Ejército Tailandés.
La actual versión en servicio con la artillería del Ejército de Canadá es el modelo LG1 Mark II, de los cuales; 28 fueron adquiridos para el RCHA (Real Regimiento Canadiense de Artillería a Caballo, por sus siglas en inglés). La GIAT suministró el primer lote de obuses en 1996; y su despliegue se completó en noviembre de 1997, cuando varias unidades fueron entregadas directamente a los contingentes acantonados en Bosnia.

## Planes de mejoras
En Canadá, en el mes de agosto del año 2005, La firma DEPRO (GVB) Inc. especialista en industrias de la Defensa, se eligió por el alto mando de las Fuerzas Canadienses para mejorar sus obuses LG-1 con la adición de nuevos cierres, frenos de boca, nuevas aspas para darle una mejor estabilidad durante el disparo y ruedas de goma más grandes que reemplazan las originales, de reducido tamaño, de marca Pirelli; y que fueron encontradas como inadecuadas para una apropiada movilización dada la baja altura al suelo en su marcha. Se espera que esta serie de mejoras le den al LG-1 una mayor vida útil, fiabilidad e incremente los márgenes de seguridad en su operación para las tripulaciones.

## Historial de combate
- Afganistán (2001 al presente)

## Usuarios

### Usuarios actuales
- Bélgica

Fuerzas terrestres de Bélgica - 14.
- Canadá

Fuerzas terrestres Canadienses - 28.
- Colombia

Ejército Nacional de Colombia 23 operacionales e interés de más unidades. se espera otro lote adicional de entre 20 a 40 obuses más.
- Indonesia

Cuerpos de la Infantería de Marina de Indonesia - 20.
- Tailandia

Real Ejército de Tailandia - 24.

### Usuarios anteriores
- Singapur

Ejército de Singapur - 39, todos retirados.